# Henningsvær
Henningsvær este o localitate din comuna Vågan, provincia Nordland, Norvegia, cu o suprafață de 0,3 km² și o populație de 444 locuitori (2013).